# Cantón de Gennes
El cantón de Gennes era una división administrativa francesa, que estaba situada en el departamento de Maine y Loira y la región de Países del Loira.

## Composición
El cantón estaba formado por diez comunas:
- Ambillou-Château
- Chemellier
- Chênehutte-Trèves-Cunault
- Coutires
- Gennes
- Grézillé
- Le Thoureil
- Louerre
- Noyant-la-Plaine
- Saint-Georges-des-Sept-Voies

## Supresión del cantón de Gennes
En aplicación del Decreto n.º 2014-259 de 26 de febrero de 2014, el cantón de Gennes fue suprimido el 22 de marzo de 2015 y sus 10 comunas pasaron a formar parte del nuevo cantón de Doué-la-Fontaine.